# New-Madrid-Erdbeben von 1811

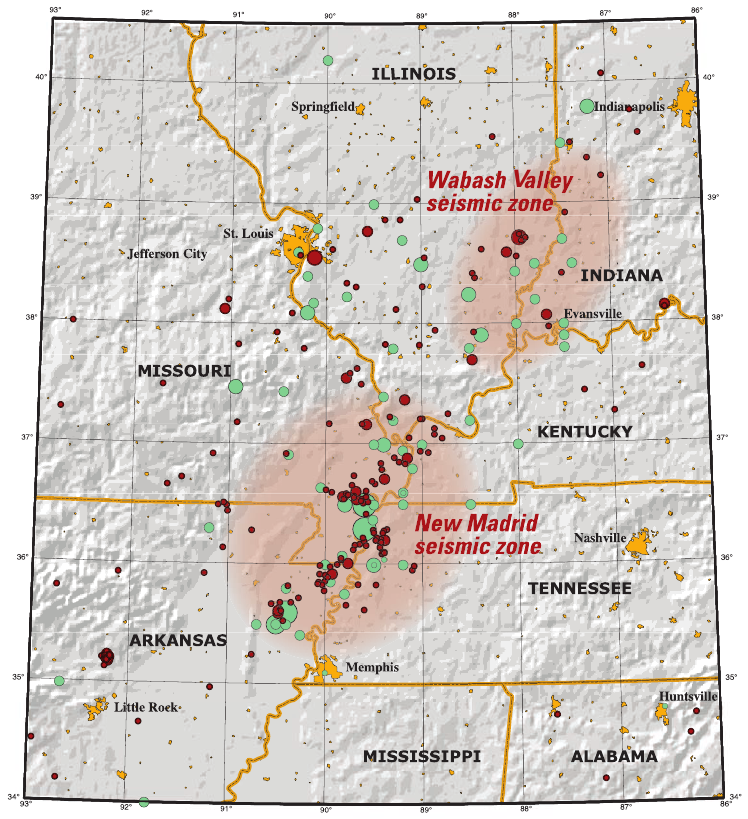
Die New Madrid Seismic Zone und die Wabash Valley Seismic Zone

Am 16. Dezember 1811, dem 23. Januar 1812 und dem 7. Februar 1812 ereigneten sich drei Erdbeben, deren Epizentren um New Madrid lagen und von denen jedes die Magnitude 7 hatte. Die Erdbeben veränderten den Lauf des Mississippi River, ließen den Ohio River zeitweise rückwärts fließen, schufen neue Seen, wie beispielsweise den Reelfoot Lake in Tennessee, und führten zu starken geologischen Veränderungen zwischen St. Louis und Memphis (Tennessee). Die Beben waren so stark, dass die Glocken in der 1600 Kilometer entfernten Stadt Boston in Massachusetts von selbst zu läuten begannen.
Die Erdbeben beschränkten sich somit nicht nur auf das Gebiet um New Madrid. Noch immer ist die primäre Entstehungszone der Erdbeben, die „New Madrid Seismic Zone (NMSZ)“, aktiv. So hat man 1974 mehrere Messstationen um dieses Gebiet gebaut und war in der Lage, bis heute über 4000 kleinere Erdbeben zu messen. Wissenschaftler vermuten, dass es mit 50-prozentiger Wahrscheinlichkeit bis 2050 ein Erdbeben mit der Stärke 8 auf der Richterskala geben wird, dessen Epizentrum in der NMSZ liegt.

## 1811, 1812

New Madrid Seismic Zone: aktive Erdbebenzone

Im Jahre 1811 und 1812 ereigneten sich die stärksten Erdbeben in dieser Region, seit die Europäer dieses Gebiet besiedelt haben. Zu diesem besonderen Naturphänomen haben einige Menschen Augenzeugenberichte geschrieben. Ein Bericht von einem Bewohner in New Madrid lautete:

„Am 16. Dezember 1811 um zwei Uhr wurden wir von einem heftigen Rütteln eines Erdbebens geweckt. Begleitet von einem schrecklich lauten Geräusch, ähnlich einem entfernten Donner, nur rauer und vibrierender. Nach einigen Minuten folgte eine totale Sättigung der Atmosphäre mit einem sulfatgefüllten Dampf, deshalb entstand eine vollständige Finsternis. Alle Leute schrien und rannten umher, ohne zu wissen, wohin oder was zu tun ist. Zu hören war auch noch das Knacken der umfallenden Bäume und das Brüllen des Mississippis, welcher für kurze Zeit sogar rückwärts lief. Dies alles bildete eine wirklich schreckliche Szene. So gab es im weiteren Verlauf des Morgens noch einige kleinere Erdbeben, und als die Sonne aufstieg, nochmal ein größeres, vielleicht noch stärkeres als das erste. In einem speziellen Fall hatte eine Frau solche Panik, dass sie in Ohnmacht fiel und nicht mehr aufwachte. Danach gab es immer wieder Erdbeben, aber sie waren einiges schwächer. Bis am 23. Januar wieder ein ähnlich starkes Erdbeben, wie es bei dem ersten der Fall war, geschah. Von da an, bis zum 4. Februar, war die Erde in ständiger Bewegung. So sah es aus, als ob der Boden wie eine ruhige See langsam wellte. Am 7. Februar ereignete sich eine weitere schwere Erschütterung, welche viel stärker als die vorhergehenden war. Das laute Donnern und die Dunkelheit, welche das Erdbeben begleiteten, ergaben ein Bild, welches zu beschreiben eine kaum vorstellbare Phantasie benötigt. So wich das Wasser des Mississippis von den Ufern wie ein großer Berg zurück und ließ die Boote für kurze Zeit auf bloßem Sand stehen. Dann wuchsen die Wassermassen bis zu 5 Meter an und breiteten sich aus, und zur gleichen Zeit überfluteten sie, so schnell wie ein Sturm, die Ufer. Die Boote, welche zuvor auf dem Sand zurückgelassen wurden, waren nun von den Befestigungen weggerissen und trieben in einem Nebenfluss davon, wo sie bis zu eine Meile weiter geschwemmt wurden. Viele große Fische wurden an die Sandbänke gespült, nicht imstande, der Geschwindigkeit des Wassers zu folgen. Der Fluss war nun verschmutzt, unter anderem mit zerstörten Booten. Die Erde wurde an vielen Teilen auseinandergerissen, und oft gab es tiefe Spalten. Der Standort des Dorfes verschob sich um mindestens 4 Meter. Weiter unten war keine Veränderung des Flusslaufes bemerkbar, jedoch bildeten sich flussaufwärts viele kleine Teiche und Seen. Die meisten trockneten schon nach kurzer Zeit aus. Viele dieser Seen verursachten eine Uferverschiebung des Flusses um 3, 4 oder sogar 6 Meter. Kürzlich wurde sogar ein See im indianischen Land entdeckt, welcher hundert Meilen lang und an manchen Stellen 50 Meter tief ist …“

## Reelfoot Rift – Entstehungszone der Erdbeben

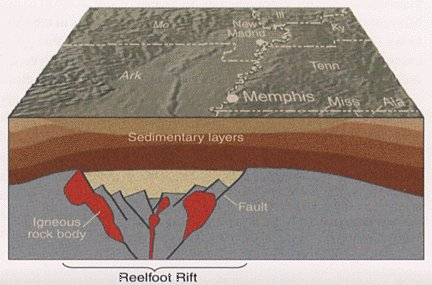
Reelfoot Rift: noch immer aktive Riftzone

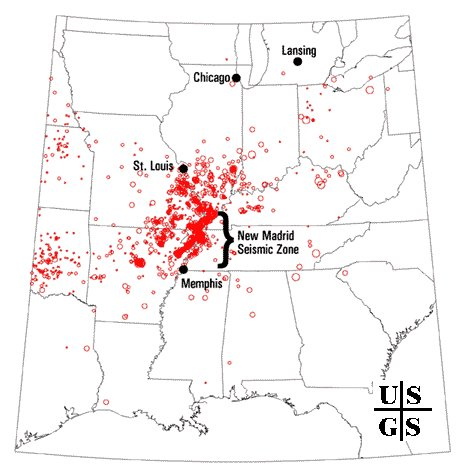
4000 Erdbeben-Messungen seit 1974

Das „Reelfoot Rift“ geht zurück auf den Zeitraum vor rund 750 Millionen Jahren, als die gesamte Landmasse der Erde einen einzigen Superkontinent, Rodinia, bildete. Damals begann sich eine konstruktive Riftzone in Nordamerika zu bilden, das „Reelfoot Rift“, was sich jedoch nicht fortsetzte, woraufhin die Zone inaktiv wurde. Rund 550 Millionen Jahre später, zur Zeit des Superkontinents Pangaea, wurde die Riftzone wieder aktiv, wirkte aber nicht mehr als konstruktive Platte und blieb bis heute etwa im gleichen Zustand. Die Erdbeben sind also auf seismische Aktivitäten 5 bis 25 km unter der Erdoberfläche zurückzuführen.

## New Madrid seismic zone (NMSZ)
Durch Erdbebenmessungen seit 1974 konnte man über 4000 Erdbeben den entsprechenden Entstehungszonen zuordnen, wodurch sich das Bild auf der rechten Karte ergibt. Es ist zu erkennen, dass die Erdbeben auf die seismischen Aktivitäten des „Reelfoot Rift“ zurückgehen. Die Zone, die auf dem Bild massiv rot gefärbt ist, wird „New Madrid Seismic Zone“ genannt.

## Heute
Die Zone ist auch heute noch aktiv. Seit einigen Jahrzehnten gibt es immer wieder kleinere Erdbeben. Wissenschaftler vermuten, dass es in den nächsten 50 Jahren mit einer Wahrscheinlichkeit von über 90 % ein Erdbeben mit einer Magnitude größer als 7 (Richterskala) geben wird. Beschrieben wurde ein solches Beben in dem Science-Fiction-Roman Stärke 10 (Richter 10) von Arthur C. Clarke und Mike McQuay.
Heute ist die Lage prekärer als noch vor 200 Jahren. Das Gebiet ist jetzt dichter besiedelt, und teilweise haben die Gebäude keine erdbebensichere Bauweise. Einige Staaten haben sich zusammengeschlossen und ein Institut speziell für ihre Erdbebenzone gegründet, um auf das große Erdbeben, oder wie sie es nennen: The Next Big One, so gut wie möglich vorbereitet zu sein. Der Mississippi wird wahrscheinlich eines der unberechenbaren Probleme darstellen. Es wurden schon einige Spendenkonten für anfallende Erdbebenopfer gegründet. Es wurden auch Maßnahmen getroffen, welche die einem Erdbeben folgenden Naturkatastrophen hemmen; so wurde beim Bau von Dämmen, Brücken und Highways besonders auf die Erdbebensicherheit geachtet.
Anders als bei dem San-Andreas-Graben steigt das Verständnis für diese Erdbebenzone erst allmählich, und es muss von einer ständigen Erdbebengefahr ausgegangen werden, die sowohl den Osten wie auch den Mittleren Westen der USA betrifft.

## Weitere Bilder

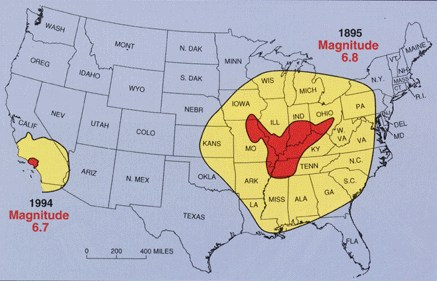
Vergleich der Ausbreitung eines späteren, etwas schwächeren Erdbebens (1895, Magnitude 6.8) im gleichen Gebiet mit dem kalifornischen Erdbeben von 1994
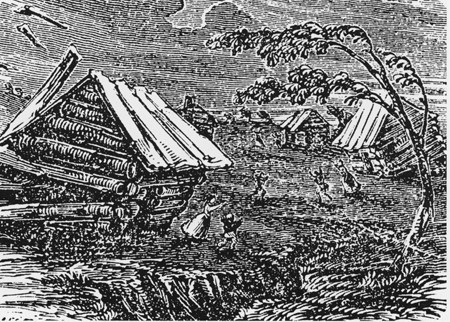
Zeitgenössische Zeichnung
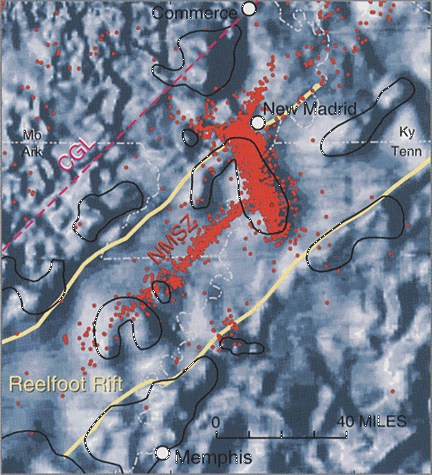
Reelfoot Rift und NMSZ

## Einzelnachweis
1. ↑  zitiert in The Virtual Times